# Українська біржа благодійності
МБФ «Українська біржа благодійності» (МБФ УББ) — український благодійний фонд, зареєстрований у 2012 році. Фонд розвивається як загальнонаціональна соціальна інфраструктура онлайн-благодійності.

## Історія створення
У 2010 році ідея української біржі благодійності у вигляді онлайн-платформи була запропонована Пінчуку Віктору ініціативною групою людей для посилення напрямку корпоративної соціальної відповідальності. У 2011 році були виділені кошти, а 6 січня 2021 року фонд розпочав свою діяльність.  

## Фінансування та збір коштів
Ключова ідея УББ — кожна гривня на благодійність. Якщо людина дає 100 гривень на порятунок дитини, то ці гроші повинні піти саме на порятунок дитини. Біля 60% адміністративних витрат фінансуються Фондом Віктора Пінчука і 40% сплачуються коштом благодійних внесків, які люди переводять конкретно на адміністрування УББ. У період з 2012 по 2019 рік було залучено 159 000 000 гривень саме на благодійність.
Влітку 2020 року Українська Біржа Благодійності запустила платформу dobro.ua (на заміну сайту ubb.org.ua). На сайті кожен користувач може запустити власний збір коштів на будь-який з наявних проєктів та фактично має персоніфікований «благодійний фонд у кишені». У режимі 24/7 можна відстежувати хід збору коштів на соціальні проєкти у різних сферах життя: від медицини до підтримки ініціатив місцевих громад. 

## Проєкти

### Дорога до серця[4]
Щорічна благодійна акція від мережі АЗК WOG, яка направлена на порятунок діток з вродженими вадами серця. Збір коштів здійснюється завдяки продажу сердечок-наліпок серед користувачів заправок. З 2016 року було зібрано понад 7 млн грн, на які купили або відремонтували обладнання для дитячих кардіоцентрів чи кардіовідділень Києва, Дніпра, Ратного, Ковеля, Первомайська та інших міст.

### Благодійні Дні Народження зірок[5]
Десятки публічних особистостей відмовились від подарунків на свої Дні Народження, та закликали друзів підтримувати замість презентів проєкти на сайті УББ (Кравець Олена, Казарін Павло, Панаіотіді Світлана, Цибульська Оля та інші). 

### Міжнародний день передчасно народжених дітей[6]
Мета цього проєкту — до Міжнародного дня недоношеної дитини, який відзначається у всьому світі 17 листопада, закупити в 4 українські лікарні найнеобхідніше та сучасне медичне обладнання для порятунку малюків. У результаті було зібрано 208 000 гривень, на які придбали обладнання для відділення інтенсивної терапії Клінічного пологового будинку №2 м. Чернівці та Рівненської обласної дитячої лікарні, Інституту педіатрії, акушерства та гінекології HAMH України (ІПАГ) та відділення виходжування недоношених дітей Національної дитячої спеціалізованої лікарні «Охматдит». 

### Кураж Базар Благодійний[7]
Мета проєкт — збір коштів на придбання оклюдерів, які імплантують у серця дітей. Таке лікування проводиться без розрізу, зупинки серця і глибокого наркозу. Більш того, пацієнтам не потрібна реабілітація, і вже через 1-2 дні їх виписують абсолютно здоровими. Такі безкровні операції проводять у Національному інституті серцево-судинної хірургії ім. Амосова та Науково-практичному центрі дитячої кардіології та кардіохірургії МОЗ України. У 2016 році було зібрано 522 395 грн, на які зроблені операції 10 дітям. У 2018 році співпраця продовжилась: було реалізовано 14 благодійних проєктів на загальну суму 3 114 886 гривень. 

### Бігові марафони відRun Ukraine[9][10]
Київський марафон або Wizz Air Kyiv City Marathon — міжнародний марафон, який щорічно проходить в Києві. У змаганнях з бігу беруть участь як професійні спортсмени, так і аматори та просто шанувальники цієї легкоатлетичної дисципліни. У 2016 році захід було проведено спільно з УББ. Було зібрано 570 000 грн, які пішли на благодійні проєкти. 
У 2019 році під час заходу Kyiv Half Marathon було зібрано 1 199 857 гривень на благодійні проєкти від 20 фондів на підтримку дітей з онкозахворюваннями, хворобами серця, проблемами дихання, особливостями розвитку, а також на роботу інклюзивного табору, створення музичного класу для людей з порушенням слуху, підтримку безпритульних тварин та допомоги дітям, позбавлених батьківського піклування.

## Відзнаки
Почесна відзнака імені Богдана та Варвари Ханенків за особливий внесок у розвиток доброчинності в Україні — друге місце у номінації «Доброчинець – організація, спільнота».
Диплом «Янголи добра» за багаторічну успішну та унікальну діяльність в соціальній та благодійній сфері конкурсу «Благодійна Україна - 2016» та «Благодійна Україна - 2017». 